# Xã Blaine, Quận Antelope, Nebraska
Xã Blaine (tiếng Anh: Blaine Township) là một xã thuộc quận Antelope, tiểu bang Nebraska, Hoa Kỳ. Năm 2010, dân số của xã này là 148 người.